# Associació Balear d'Amics de les Bandes Sonores
L'Associació Balear d'Amics de les Bandes Sonores (ABABS) és una associació dedicada a la promoció del col·leccionisme, l'estudi i la difusió de les bandes sonores cinematogràfiques fundada a Palma (Mallorca, Illes Balears) l'any 1989.
Des de la seva fundació l'entitat ha impulsat tot tipus d'activitats relacionades amb la difusió de la cultura musical cinematogràfica, principalment en l'àmbit de les Illes Balears, amb la pretensió de col·locar-la al mateix nivell d'altres gèneres musicals amb més tradició i recorregut històric. L'entitat duu a terme una activitat molt transversal. Entre les seves activitats ha organitzat projeccions cinematogràfiques, exposicions, conferències, xerrades i altres actes de caràcter divulgatiu, sovint combinats amb concerts o cicles de concerts, tant de compositors de música de cinema com monogràfics de compositors concrets.
Ha col·laborat amb agrupacions musicals de primer ordre a les Illes Balears, com la Banda Municipal de Música de Palma (actualment Simfovents) i l'Orquestra Simfònica de Balears. També ha participat en activitats de conjunts especialitzats en la interpretació de música per al cinema de caràcter internacional, com la Chamber Film Orchestra i la Film Symphony Orchestra. A més de participar regularment en activitats relacionades, d'una manera o una altra, amb la música de cinema.